# Emilia De Biasi
Emilia Grazia De Biasi (San Severo, 6 febbraio 1958 – Milano, 5 gennaio 2021) è stata una politica italiana.

## Biografia
Nasce il 6 febbraio 1958 a San Severo, in provincia di Foggia, ma ha vissuto per oltre 40 anni a Milano.

### Attività politica
Alle amministrative del 1997 viene eletta consigliere comunale di Milano per il Partito Democratico della Sinistra, venendo poi rieletta alla successiva tornata elettorale del 2001 con i Democratici di Sinistra, sotto l'amministrazione di Gabriele Albertini.
È eletta deputata alle elezioni politiche del 2006 nelle liste dell'Ulivo nella circoscrizione Lombardia 1, è riconfermata alle elezioni politiche del 2008 nelle liste del Partito Democratico.
Alle elezioni politiche del 24-25 febbraio 2013 viene eletta senatrice con il PD nella circoscrizione Lombardia. Dal 7 marzo 2013 è Presidente della XII Commissione permanente Igiene e Sanità del Senato. È stata deputata (sempre per il Pd) dal 21 aprile 2006 al 2013 e ha ricoperto incarichi nella segreteria di Presidenza alla Camera dei Deputati (dal 6 maggio 2008), membro della VII Commissione Cultura (dal 6 giugno 2006) e componente della Commissione vigilanza Rai nella XV legislatura. Nel 1989 ha vissuto e condiviso la svolta di Achille Occhetto dopo la caduta del muro di Berlino. Ha fatto parte della Commissione che ha redatto il Manifesto fondativo dei valori del Partito Democratico. È membro della direzione nazionale del Pd e della direzione milanese e lombarda. La sua presenza alla Camera dei Deputati (compresi gli impegni istituzionali), nell'ultima legislatura, è stata del 93,26%. Sull'edizione online di Rolling Stone Magazine ha tenuto una rubrica fissa dal titolo “Rock in the Parlamento” e ogni settimana ha raccontato la sua vita parlamentare dal Senato con Le cartoline di Emilia su YouTube.
A marzo 2016 ha vinto il premio "Salviamo il nostro Ssn" che viene assegnato dalla Fondazione GIMBE a istituzioni o personalità che si sono distinte per la salvaguardia della sanità pubblica.
Alle elezioni politiche del 2018 è candidata dalla coalizione di centrosinistra alla Camera nel collegio uninominale Lombardia 1 - 08 e ottiene il 28,70%, ma è sconfitta dal candidato del centrodestra Igor Giancarlo Iezzi (39,21%), non rientra dunque in Parlamento.
È deceduta a Milano nella notte fra il 4 e 5 gennaio 2021 all’età di 62 anni.